# ゼログラフィ
ゼログラフィ（Xerography）または電子写真（electrophotography）とは、1938年にチェスター・カールソンが発明した乾式複写技法であり、1942年10月6日に アメリカ合衆国特許第 2,297,691号 として特許を取得した。カールソン自身は元々これを electrophotography と呼んでいた。xerography という用語は、ギリシア語の語根 xeros（乾燥）と graphos（書く）を組み合わせたもので、液状の化学物質を使った青写真などとは異なる複写技法であることを強調している。
ゲオルク・クリストフ・リヒテンベルクが1778年に乾式静電印刷法を発明しているが、カールソンは静電印刷に写真を組み合わせて発展させた。カールソンの元々の技法は、平らな板にいくつかの処理を手で施す必要があり、面倒だった。全工程を自動化するのに18年もかかっている。重要な大発見は、平らな板ではなくセレンをコーティングした円柱状のドラムを使ったことだった。これによって世界初の自動複写機が1960年、ゼロックスから発売された。ゼログラフィは、多くの複写機、レーザープリンター、LEDプリンターで使われている。

## ゼログラフィの仕組み

ゼログラフィによるコピーの模式図

最初の商用利用は、手動で操作する平坦な光センサーと複写カメラ、それとは別のオフセット版を作る処理装置から構成されていた。今日、この技術はコピー機、レーザープリンター、さらには Xerox iGen3 や Xeikon といったデジタル印刷システムに使われており、徐々に既存のオフセット印刷を置き換えつつある。
光センサーは円柱上に配置することで、自動処理が可能となった。1960年、初の自動複写機が作られ、その後多数の複写機が作られてきた。同じ手法はマイクロフィルムプリンターやコンピュータの出力機器であるレーザープリンターやLEDプリンターにも使われている。
以下で説明するプロセスは、複写機での円柱上のものである。各ステップには設計上の派生が存在する。
金属の円柱を水平な軸を中心として回るよう設置する。これをドラムと呼ぶ。ドラムの端から端までの寸法が多めの許容差を含めた印刷の幅となる。ゼロックス社で開発した初期の複写機では、ドラムの表面にセレンのアモルファスを真空蒸着してコーティングしていた。最近では、セレンの代わりにセラミックか有機光導電体 (OPC) を用いる。セレンのアモルファスは暗いところでは帯電してそれを保持し、明るいところでは導電性になり表面の電位を中和する。1970年代、IBMはセレンと同様の働きをする有機光導電体を開発すれば、ゼロックスの特許を回避できると考えた。有機光導電体は柔軟な帯に蒸着でき、感光体の波長を光源に合わせることが出来るので最近では主流となっている。
レーザープリンターのドラムはシリコンダイオードのサンドイッチ構造になっており、水素を加えた光電導層、電流漏れを最小化する窒化ホウ素を加えた層（ダイオード効果が発生する）、酸素または窒素を加えたシリコンの表面層からなる（シリコン窒化物は磨り減るのを防ぐ効果(耐摩耗性)がある）。
ドラムは紙を出力する速度で回転する。以下の工程は基本的にドラムが一回転する間に行われる。
ステップ1 帯電
コロナ放電電極 (Corotron) によってコロナ放電することで、ドラム表面全体に静電気を帯電させる。放電出力は制御グリッドまたはスクリーンで制限する。この放電装置を Screened Corotron または Scorotron と呼ぶ。同じことは帯電させたローラーを接触させる方法でも実現できる。極性は複写元がポジかネガかで選択する。ポジは通常の紙のように白の上に黒い文字があるような場合、ネガはマイクロフィルムのように黒い背景に白い文字などがある場合や、デジタル印刷/コピーの場合である。このように極性を設定することで後のレーザー光を使う工程で節約することができる。
ステップ2 露光
複写すべき文書やマイクロフィルムに光を当て、レンズの上を通過させるか、光とレンズをスキャンするように動かし、その像がドラムの回転に連動してドラム表面に投影されるようにする。あるいは、キセノンガスによるストロボで瞬間的に潜像を回転するドラムやベルト上に投影する方式もある。その像の文字などに対応する部分は暗いため、対応するドラム表面も光が当たる部分と当たらない部分が出てくる。光が照射された部分は感光体が導電性になるため表面の電荷が中和されて帯電が消え、光が当たらなかった部分は帯電が維持される。
レーザープリンターやLEDプリンターでは、調節した光をドラム表面に投影することで潜像を生成する。この光はポジ画像に対応して調節され、元の画像の白いピクセルに対応する部分に光を当てる。
ステップ3 現像
トナー粒子と大きめの金属製のキャリア粒子をゆっくり攪拌したものをドラムに近づける。キャリア粒子は攪拌で摩擦が生じることで帯電し、トナー粒子をひきつけて、トナー粒子でコーティングしたようになっている。この混合物を磁気ローラーで操作し、ドラムやベルトの表面にトナーをこすりつける。接触したとき、ドラム表面の帯電した部分（潜像）とトナー粒子はちょうど逆の極性に帯電しており、ひきつけあってトナー粒子がドラム表面に付着する。付着するトナーの量を調節するため、現像ローラーにバイアス電圧を印加し、トナーと潜像の引き付けあう力を相殺する。
マイクロフィルムのネガ画像を複写する場合、ステップ1で述べたようにドラム表面の帯電の極性が逆になっている。そのためネガ潜像で露光しなかった部分はトナー粒子と反発する極性で帯電しているため、露光した部分だけトナー粒子が残り、ポジ画像に変換される。
初期のカラー複写機やプリンターは色つきフィルターと各色のトナーを使い、ここまでのサイクルを数回繰り返していた。最近では、YMCK各色に感光体、現像ユニットが組み込まれておりここまでのステップを1回転のうちに行うようになっている。
ステップ4 転写
ドラムと転写コロナ放電電極の間に紙を通す。転写コロナ放電電極はドラム上のトナーとは逆の極性に帯電している。そのため紙がトナーと引き付けあう極性に帯電し、押し付けられた圧力と引き付けあう静電気の力とでドラム上のトナーが描いている画像が紙に転写される。カラーや高速複写機では、転写コロナの代わりに帯電させたバイアス転写ローラーを使い、より強い圧力をかける。
ステップ5 分離
紙上の静電気は第二のコロナ放電電極で交流電圧を印加することで部分的に中和される。通常転写コロナのすぐ後にこのコロナ放電電極があり、それによって紙がトナーの像（のほとんど）と共にドラムやベルト表面から分離される。
ステップ6 定着
紙に熱と圧力をかけることで、紙上のトナーが溶融して紙にしっかりと固定される。
ステップ7 クリーニング
分離ステップでドラムは部分的に放電しているが、静電気と転写されずに残ったトナーを完全に落とすため、クリーニングブレードと呼ばれる回転するブラシをドラム表面に当てる。多くの場合、ここで落とされたトナーは廃棄物となるが、現像装置に戻して再利用するシステムもある。これは経済的である反面、転写されにくいトナーの割合が徐々に増していき、複写の品質が悪くなるという問題も起きやすい。
ゼログラフィの開発により、従来のオフセット印刷機の代替となるような新技術が生まれた。ゼロックスやXeikonは従来の印刷機の品質に迫る完全なCMYKカラー印刷システムを開発している。
複写以外にもオフセット印刷の製版工程においても使用される。

## アニメーション製作への応用
アブ・アイワークスはゼログラフィを応用し、アニメーション製作でアニメーターが紙に書いた絵をセル画に写す工程を自動化した。これを採用した最初のアニメーション映画が『101匹わんちゃん』（1961年）である。この段階では黒い線しか転写できなかったが、さらに様々な色の線を転写できるようにし、『ニムの秘密』などの作品で使った。